# HD 2887
HD2887 є хімічно пекулярною зорею
спектрального класу
A0 й має видиму зоряну величину в
смузі V приблизно  8.2.
.

## Пекулярний хімічний вміст
Зоряна атмосфера HD2887 має підвищений вміст Cr.